# Protiletadlová raketová základna Dobříš

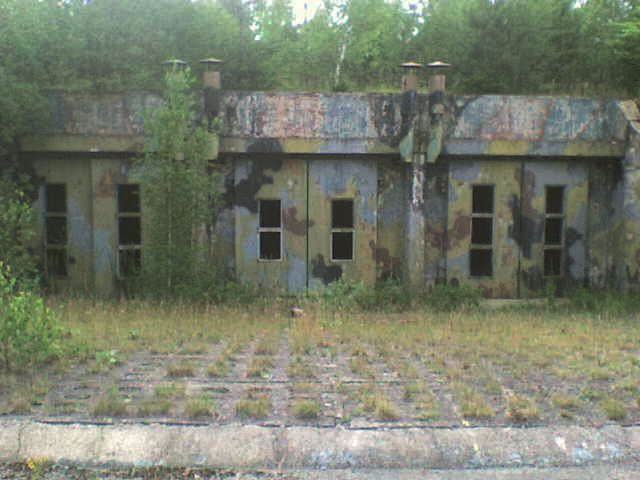
Maskované průčelí vojenské stavby se sníženými základy

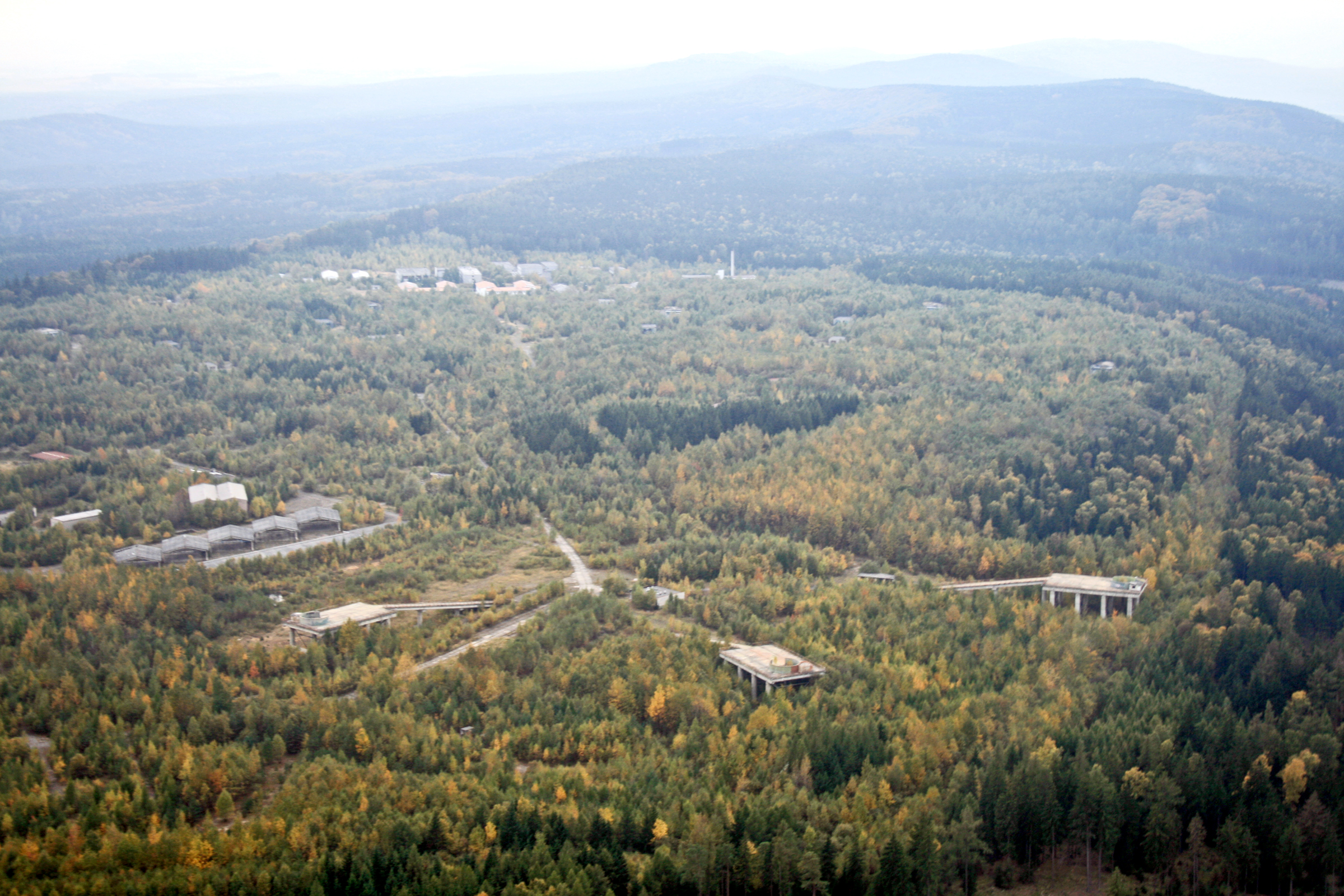
Letecký pohled na areál bývalé základny (2009)

Protiletadlová raketová základna (zvaná též Klondajk) nad městem Dobříš mezi vrcholy Jistevník a Vrážky byla v letech 1985–2001 vojenskou základnou protivzdušné obrany státu. Od roku 2015 zabírá část někdejší základny vědecko-technický park a část soukromá obora rodiny Colloredo-Mansfeld.
Na základně bylo umístěno několik druhů raket převážně sovětské výroby. Roku 2001 byla činnost základny ukončena. CAVD - Centrum aplikovaného výzkumu Dobříš, funguje v části areálu od roku 2015. Podílí se hlavně na vývoji 3D kovů a na výzkumu využívání odpadních vod.

## Historie
Protiletadlová raketová základna (jíž se nejen mezi vojáky základní služby přezdívalo Klondajk a toto označení jí vydrželo dodnes) byla vybudována mezi lety 1981–1985. Ve své době šlo o jednu z největších protiletadlových základen na českém území. Po jejím dokončení zde působil vojenský útvar 5180, tvořený 17., 18. a 19. protiletadlovým raketovým oddílem. Útvar byl vyzbrojen raketami dalekého doletu S-200.

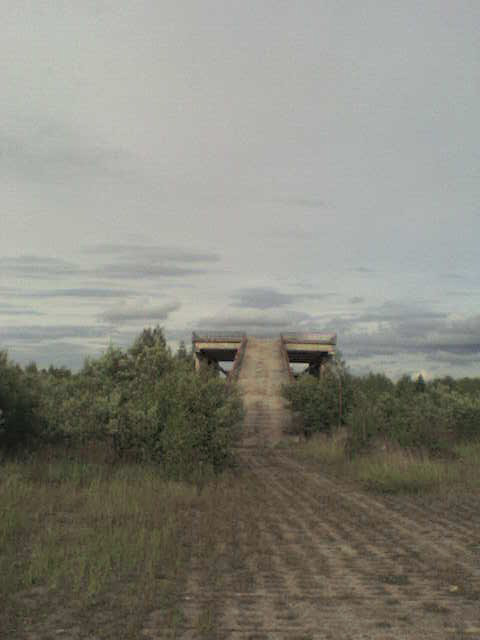
Rampa

Budování této základny na Hřebenech Brd v polesí Rochota kolem kóty 604 m n. m., na hřebeni mezi vrcholy Jistevník (606 m n. m.) a Vrážky (577 m n. m.), bylo velice náročné, kvůli špatným přírodním podmínkám a také i díky rozličné stavební dokumentaci. Celá stavba probíhala za přísného vojenského utajení. Kvůli výstavbě byla přeložena červeně značená hřebenová turistická trasa do jižnější polohy. Základna má rozlohu přibližně 110 ha a je obehnána 3 m vysokou betonovou stěnou. Mylnou informací je, že tato základna měla sloužit k obraně Prahy. Rakety dalekého dosahu S-200 Vega mohly zasahovat vzdušné cíle ještě nad územím protivníka a byly určené k ničení cílů letících ve velkých výškách, rušících letounů nebo bombardovacích svazů. Mimo jiné měla doplnit i obrannou linii států Varšavské smlouvy.
Tento komplex byl rozdělen do tří částí, mezi nimiž bylo zahrnuto zázemí pro personál (kasárny, kuchyně, kino, posilovna…), technická část s požární stanicí, čerpací stanicí PHM a samotnou částí s palebnými postaveními, která zahrnovala budovy pro uskladnění raket, podzemní prostory s výpočetní technikou a také tři betonové rampy (mosty) vysoké 20 metrů pro radiolokátory ozáření cíle (naváděly raketu na cíl).
Po reorganizaci roku 1995 zde působil vojenský oddíl 4431, který byl vyzbrojen pouze raketami středního doletu S-75 Dvina a krátkého doletu S-125 Něva. Roku 2000 zde vznikl samostatný útvar VÚ-4431 Dobříš. Protiletadlová raketová základna však byla na přelomu let 2001/2002 i s novým útvarem zrušena. Poté byla základna opuštěna a nevyužívaná. Větší část pozemků byla navrácena původním majitelům, šlechtickému rodu Colloredo-Mansfeldů (konkrétně zóna s označením C). Mansfeldové poté uvažovali o zboření veškerých staveb, které se na území zóny C nacházely, kvůli nedostatku finančních prostředků však od tohoto plánu upustili. Byla zde údajně zřízena obora. Uvažovalo se i o výstavbě rozhledny na některé z ramp, z toho však také sešlo. Zbytek základny (část A a B), kde stojí velké množství staveb byl prodán do soukromých rukou. Po roce 2008 vznikla v části fotovoltaická elektrárna. V roce 2008 však vznikla myšlenka, vybudovat zde vědecko-technický park.
Od roku 2009 je celá základna součástí přírodního parku Hřebeny.

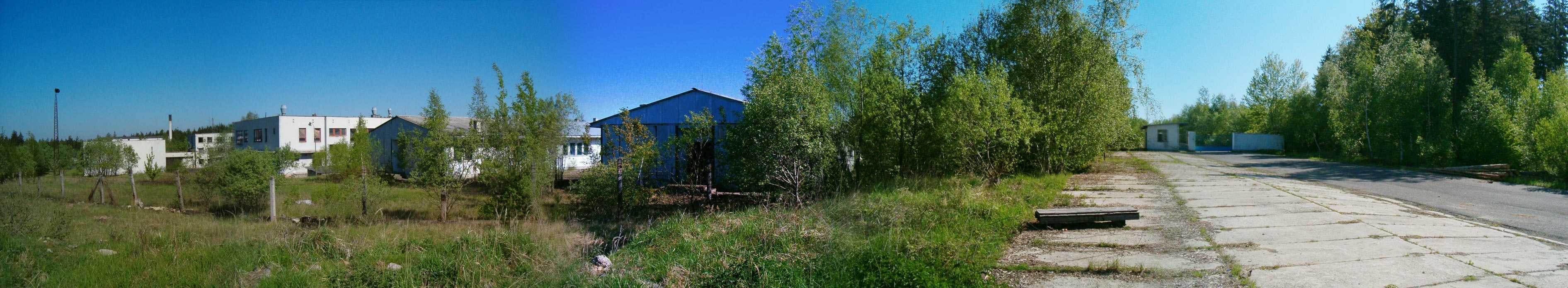
Panoramatický pohled na zrušenou základnu v roce 2008

### Budování vědecko-technického parku
V roce 2012 začala rekonstrukce několika budov v areálu. Ještě před tím se u hlavní budovy objevil nápis Vědecko-technický park Dobříš s logem Evropské unie. Ačkoli se to tak nezdálo, vevnitř v areálu probíhal čilý stavební ruch. Byly zrekonstruovány budovy v části A a B. 28.4.2015 byl zveřejněn článek na serveru Novinky.cz, který informoval o tom, že nikdo v podstatě neví, co se v areálu děje. Krátce před tím byl zahájen provoz webových stránek parku. Jeho oficiální název je Centrum aplikovaného výzkumu Dobříš. Kritici parku v době jeho vzniku poukazovali především na to, že firma CAVD je firmou „jednoho muže“. Podle informací na webových stránkách CAVD byl 26. listopadu 2015 zahájen zkušební provoz centra. Na jaře 2016 pak byl zahájen skutečný provoz. Od té doby je společnost celkem klasickým způsobem prezentována. Jelikož se areál nachází na Brdské hřebenovce, kolem areálu je velký pohyb turistů a cyklistů. V roce 2016 byly na okolní komunikace položeny nové asfaltové koberce a osazeny dopravní značky.
Výstavba parku přišla na 268,3 miliónu korun. Na výstavbu parku výrazně přispěla Evropská unie či Ministerstvo průmyslu a obchodu.

## Centrum aplikovaného výzkumu Dobříš
Centrum aplikovaného výzkumu Dobříš (CAVD) je vědeckotechnický park. Specializuje se především na 3D tisk kovů, využívání odpadních vod, vývoj bezpilotního letadla, extrakci rostlin, přeměny bioodpadů na biopaliva a další. Součástí areálu je již výše zmíněná fotovoltaická elektrárna a kotelna na biomasu.
- Realizované projekty a projekty v realizaci:
  - Metal 3D - výroba předmětů unikátní konstrukce i vlastností 3D tiskem kovových materiálů za pomoci tiskárny RENISHAW AM250
  - Smyčka opětovného využívání odpadních vod
  - Vývoj a výzkum nové výrobní technologie pro výrobu měřících a kontrolních přípravků – kalibrů
  - Vytvoření prototypu bezpilotního letadla využívající výhody technologie 3D tisku z kovu
  - Vytvoření prototypu kompozitního jízdního kola využívající výhody technologie 3D tisku z kovu
  - Vývoj a výzkum inovované technologie pro extrakci rostlin a její aplikaci při výrobě nových bylinných nápojů
  - Tvarované tuhé biopalivo na bázi bioodpadů a biomasy a jeho využití v kotelnách a dřevoplynových stanicích
- Připravované projekty:
  - Zdravotnická pomůcka pro zrakově postižené
  - Vývoj laboratorního autoklávu pro výzkumně vývojovou činnost v oblasti materiálového inženýrství.
  - Využití odpadního tepla a CO2 pro produkci léčivých, aromatických a kořeninových rostlin ve sklenících
- Spolupracující subjekty:
  - Vysoká škola chemicko-technologická v Praze
  - České vysoké učení technické v Praze
  - Univerzitní centrum energetiky efektivních budov
  - Vysoké učení technické v Brně
  - Jihočeská univerzita v Českých Budějovicích
  - Česká zemědělská univerzita v Praze
  - Ústav experimentální botaniky AV ČR
  - Institut revitalizace ekosystémů
  - Rašínova vysoká škola v Brně
  - Colorset
  - DonGeminy
  - Euroice
  - Hemp Production
  - 3D Simo s.r.o.
  - BTT s.r.o
  - Dokas Dobříš s.r.o.
  - Ekopanely cz s.r.o.
  - Vápenka Čertovy schody a.s.
  - Ministerstvo průmyslu a obchodu ČR
  - a další

## Členění areálu
Areál bývalé základny se dělí do tří částí (zón):
- Zóna A: (příjezdová část s někdejšími ubytovnami a provozními a technickými budovami), dnes součást vědecko-technického parku s fotovoltaickou elektrárnou
- Zóna B: dříve provozní budovy, kuchyně a hasičská zbrojnice, dnes součást vědecko-technického parku.
- Zóna C: nejrozsáhlejší část areálu, kde se nacházely sklady raket, bunkry a radiolokátory, dnes obora rodu Colloredo-Mansfeldů.

## Zajímavosti
Areál bývalé základny je občas využíván i filmaři. V areálu se například natáčel seriál Kapitán Exner, díl Znamení lyry. V tomto díle televizního seriálu televize Prima byly vidět dobře nejen rampy pro radiolokátory, ale i interiéry a exteriéry budov CAVD a příjezdová cesta k areálu, na kterou byla umístěna neexistující autobusová zastávka. V areálu bylo natočeno i několik záběrů dokumentárního filmu o Emilu Zátopkovi.
Natáčel se zde také jeden díl z první série kriminálního seriálu Rapl či seriál Bez vědomí.